# Gepňárova dolina
Gepňárova dolina – dolina w południowo-zachodniej części pasma gór Ptacznik na Słowacji.
Dolina zaczyna się na wysokości ok. 400 m n.p.m., znacznie powyżej górnego skraju zabudowy wsi Kamenec pod Vtáčnikom i ciągnie się aż pod główny grzbiet Ptacznika. Początkowo biegnie ona w kierunku wschodnim, później południowo-wschodnim. U stóp skał zwanych Makovište (662 m n.p.m.) dolina rozwidla się: lewa, krótsza odnoga biegnie na północny wschód, pod Kuni vrch (1112 m n.p.m.), prawa, główna (nad nią również interesujące formacje skalne), zanika wysoko na północnych stokach góry Ptacznik. Zbocza doliny są strome lub bardzo strome, miernie rozczłonkowane. Doliną spływa Kamenský potok, należący do dorzecza Nitry. Jego źródła znajdują się na wysokości ok. 1200 m n.p.m. na północnych zboczach szczytu Ptacznika. Cała dolina jest zalesiona. Dominuje buk, jako gatunki domieszkowe występują grab, jodła, wyżej świerk i jawor.
W dolnej części doliny, w miejscu zwanym Pily (460–500 m n.p.m.), niewielki ośrodek rekreacyjny, na który składają się dwa niewielkie obiekty noclegowe z bufetami (czynne sezonowo), pole namiotowe, parking oraz szereg prywatnych domków letniskowych.
Z Kamenca pod Vtáčnikom w górę doliny biegnie wąska, asfaltowa droga, powyżej wspomnianego ośrodka przechodząca w drogę szutrową. Droga ta wspina się na południe, na siodło Siahy (1076 m n.p.m.) w zachodnim ramieniu szczytu Ptacznika, skąd przewija się do sąsiedniej Doliny Bystričianskiej.